# Mistral AI
Mistral AI是一家成立于2023年4月的法国科技公司，开发使用大型语言模型技术的生成式人工智能。

## 公司名稱
公司以密史脱拉风 (mistral)命名，密史脱拉风是法國南部一種強勁的寒風。

## 历史
Mistral AI 由Arthur Mensch、Guillaume Lample 和 Timothée Lacroix于 2023 年 4 月共同创立，他們都是Google DeepMind和Meta Platforms的前员工，

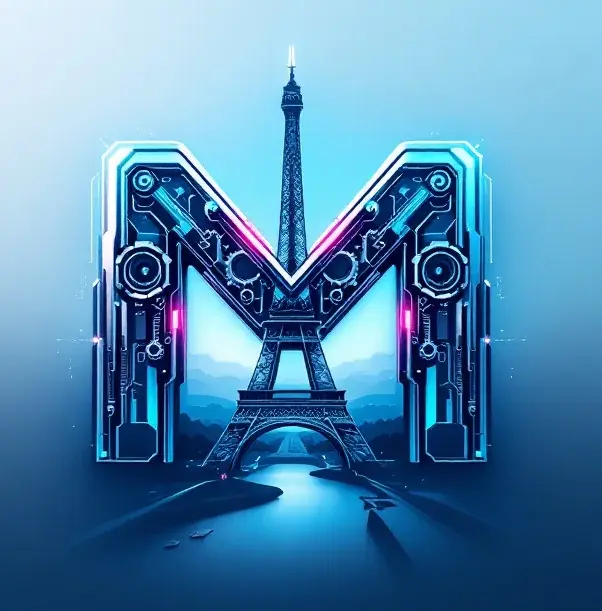
使用「Le Chat」產生的圖像範例。 提示 為：Generate an image you feel represents yourself, Mistral AI.

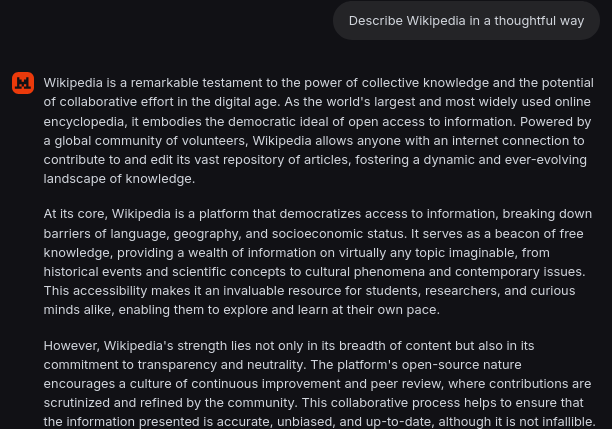
Mistral人工智慧聊天機器人「Le Chat」的截圖，它正在深思熟慮地描述維基百科.

三人最初是在综合理工学院學習期間相識。。

## 公司營運

### 經營理念
Mistral AI強調人工智慧領域的開放與創新，並將自己定位為專利模式的替代方案。
由於該公司的目標是透過專注於開放原始碼的創新來實現人工智能的「民主化」，因此該公司作為專屬人工智能系統的替代方案而嶄露頭角。
Mistral AI的營運模式重視創新和開放，將產品視為ChatGPT, Gemini、Claude等專有模型的替代品，讓所有人使用。
Mistral AI將其Mistral Large、Pixtral Large和Ministral 8B的模型開源，同時開放Mistral Large、Mistral Medium和Mistral Small的API。

### 資金
2023年6月，這家新創公司完成了首輪融資，金額達€1.05億歐元（約合$1.17億美元），投資者包括美國基金Lightspeed Venture Partners、埃里克·施密特 (Eric Schmidt)、澤維爾·尼爾 (Xavier Niel) 和德高集團 (JCDecaux)。根據《金融時報》估計，該公司的估值為€2.4億歐元（約$2.67億美元）。
在2023年10月，Mistral AI筹集3.85亿欧元资金；同年12月，该公司估值近20亿欧元。
在2024年6月，經過新一輪投資，Mistral AI公司新的估值為62亿欧元。

### 與微軟合作
在2024年2月，微軟宣佈和Mistral AI合作。
根據協議，用戶可以在Microsoft Azure使用Mistral Large，而Mistral AI的Le Chat多语聊天機器人，將會以類似ChatGPT的形式推出。

## 產品
根據Mistral AI的研究，其模型支持英语、法语、西班牙语、德语和意大利语，並在語言能力上超越了Meta LLaMA 2 70B，其綜合能力排名則在GPT-4之後，為世界第二。

### 行動應用
在2025年2月，Mistral AI在iOS和Android推出了Le Chat聊天機器人的應用程式。
Le Chat提供包括網頁搜尋、圖片產生和即時更新在內的功能。
Mistral AI還推出了Pro訂閱套餐，每月$14.99美元，可訪問更高級的模型、無限量訊息和網頁瀏覽。

## 使用
根據Mistral AI的網站，Mistral的產品得到法國巴黎銀行、安盛、达飞海运集团、Zalando和法國政府部門應用。